# Centro de Investigaciones de Astronomía

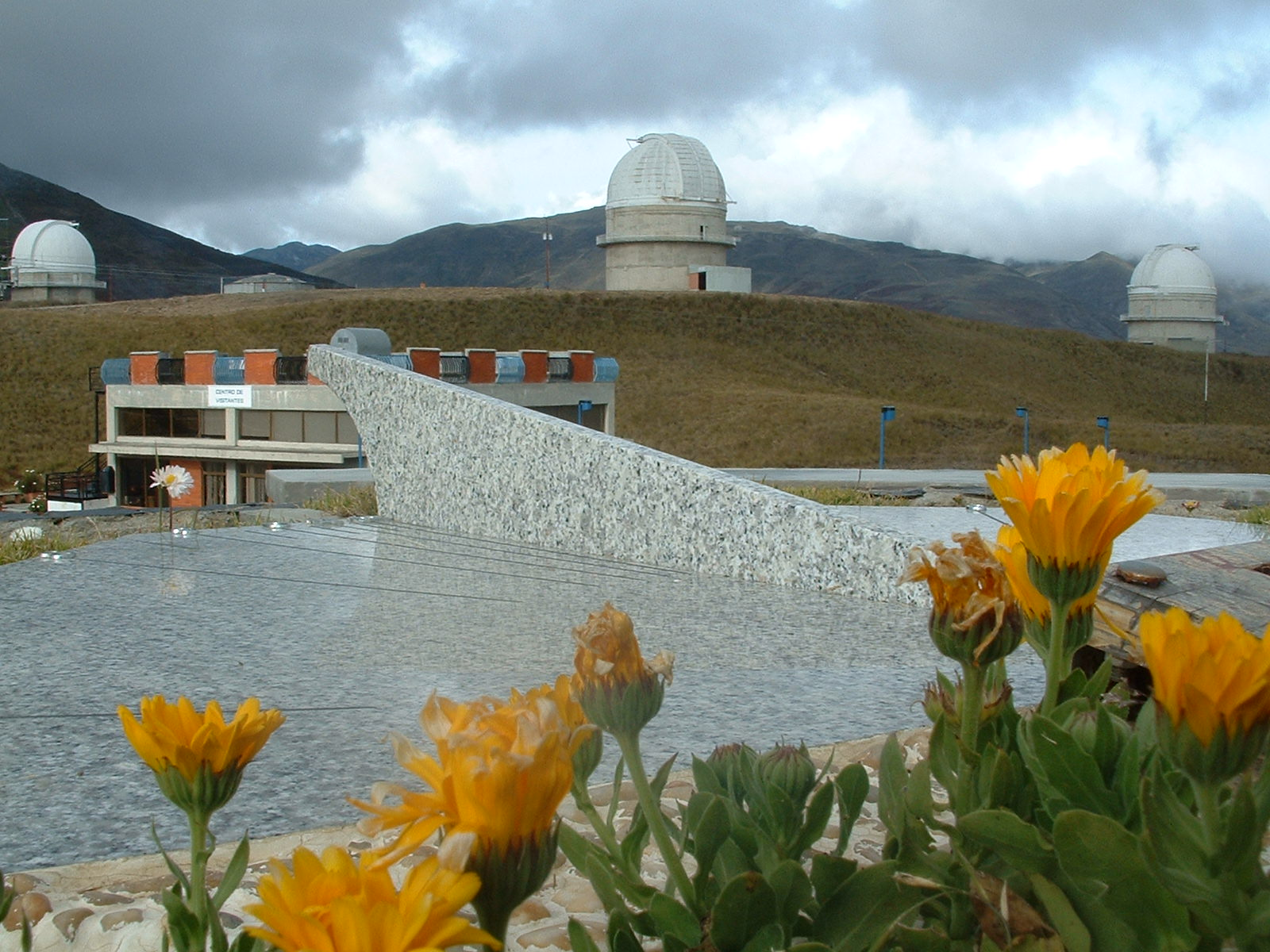
Observatorio Astronómico Nacional de Llano del Hato.

El Centro de Investigaciones de Astronomía "Francisco J. Duarte" (CIDA) es un organismo oficial establecido en la ciudad de Mérida y adscrito al Ministerio de Ciencia y Tecnología de Venezuela. Tiene como función la de promover, investigar y difundir la actividad astronómica en el país por medio de actividades de observación, estudios teóricos y prácticos así como la colaboración e intercambio de información con instituciones homólogas y universidades en otros países.
La institución fue fundada en honor al científico venezolano Francisco J. Duarte en diciembre de 1975 por decreto presidencial y constituida oficialmente el 23 de agosto de 1985, sin embargo el auspicio de la misma tuvo lugar a partir de noviembre de 1973 por parte del Estado venezolano. El Dr. Jurgen Stock quien se responsabiliza de la puesta en marcha del moderno Observatorio Nacional de Llano del Hato fue su primer director (1975). Entre su patrimonio se encuentra, en primer lugar, por su relevancia, el Observatorio Astronómico Nacional de Llano del Hato, sitio desde donde se dirige la observación astronómica venezolana. Posee además un planetarium portátil instalado en el Museo de Ciencia y Tecnología de Mérida en donde participa en programas educacionales dirigidos a la población estudiantil y a los visitantes del museo en general.
La institución ha formado parte de diversos programas de colaboración a nivel internacional entre los que se destacan el Quasar Equatorial Survey Team (QUEST) en conjunto con la Universidad de Yale y otras universidads  estadounidenses.